# Nazionale maschile under 21 di calcio della Svezia
La nazionale di calcio svedese Under-21 è la rappresentativa nazionale Under-21 dei giovani calciatori di nazionalità svedese ed è posta sotto l'egida della federazione calcistica svedese. La squadra partecipa al campionato europeo di calcio Under-21, che si tiene ogni due anni.
Nata nel 1978 dopo la conversione del campionato europeo di calcio Under-23 in campionato europeo di calcio Under-21, si è qualificata per la prima volta per l'europeo di categoria nel 1986. Vanta una vittoria, nell'edizione del 2015, e un secondo posto, ottenuto nel 1992 dopo la sconfitta in finale contro l'Italia. Conta inoltre tre semifinali, raggiunte nel 1990, nel 2004 e nel 2009.

## Partecipazioni ai tornei internazionali

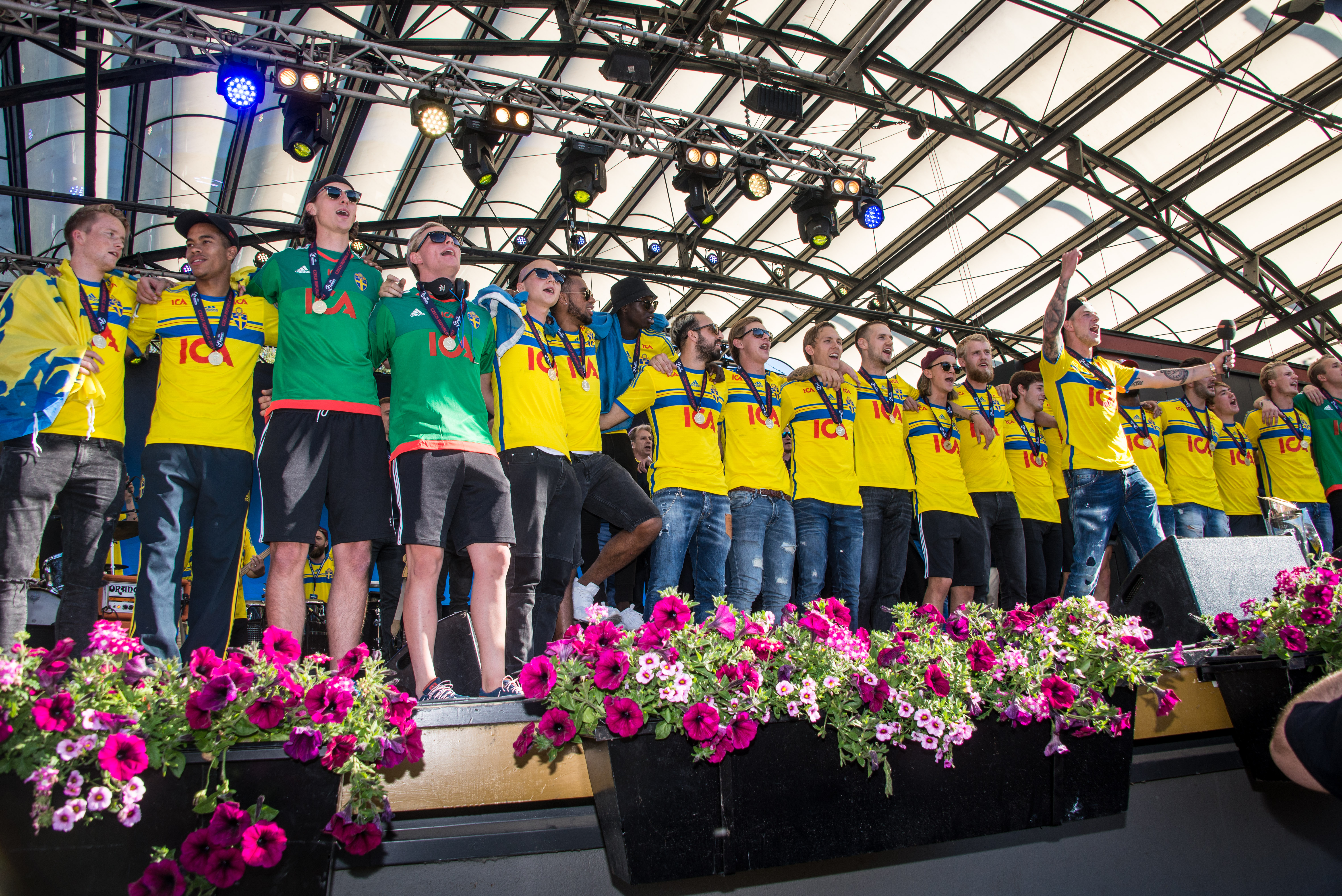
La nazionale under-21 vincitrice dell'Europeo 2015

### Europeo U-21
- 1978: Non qualificata
- 1980: Non qualificata
- 1982: Non qualificata
- 1984: Non qualificata
- 1986: Quarti di finale
- 1988: Non qualificata
- 1990: Semifinale
- 1992: Finalista
- 1994: Non qualificata
- 1996: Non qualificata
- 1998: Sesto posto
- 2000: Non qualificata
- 2002: Non qualificata
- 2004: Quarto posto
- 2006: Non qualificata
- 2007: Non qualificata
- 2009: Semifinale
- 2011: Non qualificata
- 2013: Non qualificata
- 2015: Campione
- 2017: Primo turno
- 2019: Non qualificata
- 2021: Non qualificata
- 2023: Non qualificata

## Tutte le Rose

### Europei
Campionato d'Europa Under-21 UEFA 19981 Gustafsson, 2 Östlund, 3 Edman, 4 Svensson, 5 Saarenpää, 6 D. Andersson, 7 Mellberg, 8 Osmanovski, 9 O. Andersson, 10 Johansson, 11 Bärlin, 12 Shaaban, 13 Corneliusson, 14 Jönsson, 15 Pettersson, 16 Persson, 17 Åslund, 18 Ljungberg, 19 Majstorović, CT: Mattsson
Campionato d'Europa Under-21 UEFA 20041 Alvbåge, 2 Antonsson, 3 Dorsin, 4 Melander, 5 P. Nilsson, 6 Stenman, 7 Ishizaki, 8 Holmén, 9 Elmander, 10 Farnerud, 11 Johansson, 12 Wiland, 13 Jönsson, 14 Stefanidis, 15 Andersson, 16 Järdler, 17 Hysén, 18 Gerrband, 19 L. Nilsson, 20 Rosenberg, 21 Djuric, 22 Sandqvist, CT: T. Nilsson
Campionato d'Europa Under-21 UEFA 20091 Dahlin, 2 Lustig, 3 Bjärsmyr, 4 Bengtsson, 5 Johansson, 6 Karlsson, 7 Toivonen, 8 Landgren, 9 Berg, 10 Avdić, 11 Söder, 12 Hansson, 13 Svensson, 14 Molins, 15 Harbuzi, 16 Bengtsson, 17 Olsson, 18 Elm, 19 Wernbloom, 20 Bajrami, 21 Özkan, 22 Ekstrand, 23 Nordfeldt, CT: Söderberg e Lennartsson
Campionato d'Europa Under-21 UEFA 20151 Carlgren, 2 Lindelöf, 3 Milošević, 4 Helander, 5 Augustinsson, 6 Lewicki, 7 Hiljemark, 8 Khalili, 9 Hrgota, 10 Guidetti, 11 Kiese Thelin, 12 Rinne, 13 Zeneli, 14 Ishak, 15 Olsson, 16 Tibbling, 17 Baffoe, 18 Holmén, 19 Larsson, 20 Quaison, 21 Konate, 22 Gustafson, 23 Linde, CT: Ericson
Campionato d'Europa Under-21 UEFA 20171 Erlandsson, 2 Wahlqvist, 3 Une Larsson, 4 Nilsson, 5 Lundqvist, 6 Tibbling, 7 Fransson, 8 Olsson, 9 Tanković, 10 Strandberg, 11 Engvall, 12 Cajtoft, 13 Ssewankambo, 14 Dagerstål, 15 Brorsson, 16 Hallberg, 17 Mrabti, 18 Cibicki, 19 Eliasson, 20 Binaku, 21 Asoro, 22 Affane, 23 Dahlberg, CT: Ericson

## Staff tecnico
- Commissario Tecnico:  Håkan Ericson
- Vice-Allenatore:  Jens Gustafsson
- Team Manager: ?
- Preparatore dei portieri: ?
- Preparatore atletico: ?
- Medico sociale: ?
- Fisioterapista: ?
- Massaggiatore: ?